# Astyoche (Tochter des Simoïs)
Astyoche (altgriechisch Ἀστυόχη Astyóchē) ist eine Figur der griechischen Mythologie aus Troja. 
Sie ist die Tochter des Flussgottes Simoïs, die Gattin des Erichthonios und die Mutter des Tros.